# Zoòlit
Un zoòlit (del grec «ζωον» zoon, animal; λίθος lithos, pedra) és un artefacte arqueològic elaborat en pedra amb forma d'animal. Els zoolits estan estretament relacionats amb els ornitòlits i antropòlits. Les troballes més notables pertanyen a Sud-amèrica, fonamentalment al Brasil, on s'han trobat zoòlits amb forma de peix. També se'ls troba a l'Uruguai, on es destaquen les tauletes xamàniques zoomòrfiques trobades a San Luis, Valizas, Cabo Polonio i Tacuarí; per les seves similituds amb altres peces de la «tradició sambaquí» del sud-est del Brasil es considera que, en comptes d'haver estat realitzada per indígenes de l'Uruguai, probablement es tracti d'un producte d'un intercanvi cultural.
Es pot suposar que aquests objectes servien com morters per a la barreja d'al·lucinògens amb fins cerimonials. Aquesta peça denota una societat sofisticada i és molt escassa, per la qual cosa no són infreqüents les falsificacions.